# Jens Nordenhök

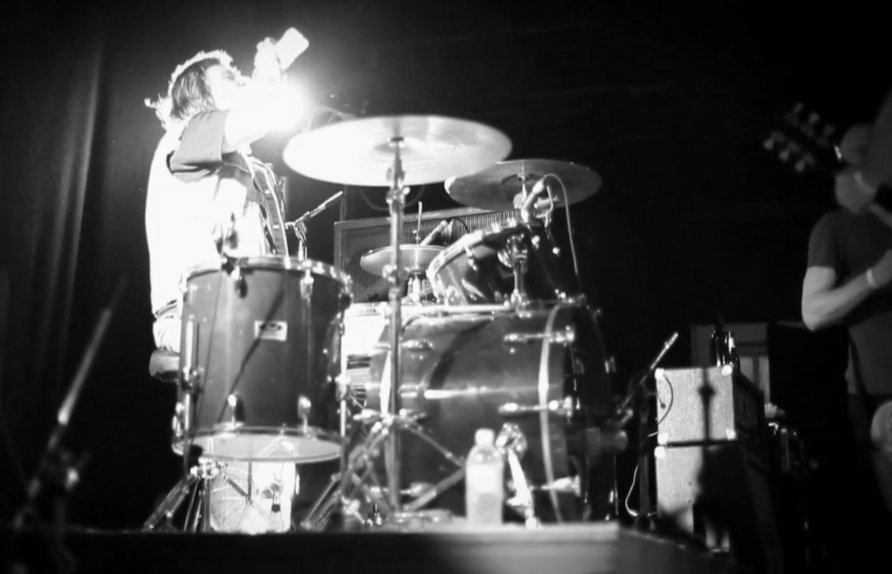
Jens Nordén en plena actuación con la banda AC4 en el zoológico de Brisbane, Australia, en abril de 2011.

Jens Nordenhök (nacido el 16 de abril de 1944) es un traductor sueco.
Es recordado por su traducción al sueco de Don Quijote y de obras de Pedro Calderón de la Barca.

## Traducciones (selección)
- 1979 – Mario Vargas Llosa, Det gröna huset
- 1981 – Mario Vargas Llosa, Tant Julia och författaren
- 1981 – Gabriel García Márquez, Tre sömngångares smärta och andra berättelser
- 1981 – Alejo Carpentier, Harpan och skuggan
- 1984 – Mario Vargas Llosa, Kriget vid världens ände
- 1986 – Pedro Calderón de la Barca, Livet är en dröm
- 1987 – Mario Vargas Llosa, Den sanna berättelsen om kamrat Mayta
- 1988 – Jorge Amado, Tocaia Grande: där allting började
- 1989 – Mario Vargas Llosa, Vem dödade Palomino Molero?
- 1989 – Gabriel García Márquez, Generalen i sin labyrint
- 1989 – Mercè Rodoreda, Diamanttorget
- 1994 – Federico García Lorca, Blodsbröllop
- 1994 – Joaquim Machado de Assis, Vansinnesläkaren
- 2001 – Miguel de Cervantes, Den snillrike riddaren Don Quijote av la Mancha: första och andra delen

## Premios
- 1989 – Svenska Akademiens översättarpris
- 1998 – De Nios översättarpris
- 2002 – Albert Bonniers 100-årsminne
- 2003 – Letterstedtska priset por su traducción de Don Quijote
- 2010 – Samfundet De Nios Särskilda pris